# Gefallenendenkmal in Daasdorf am Berge

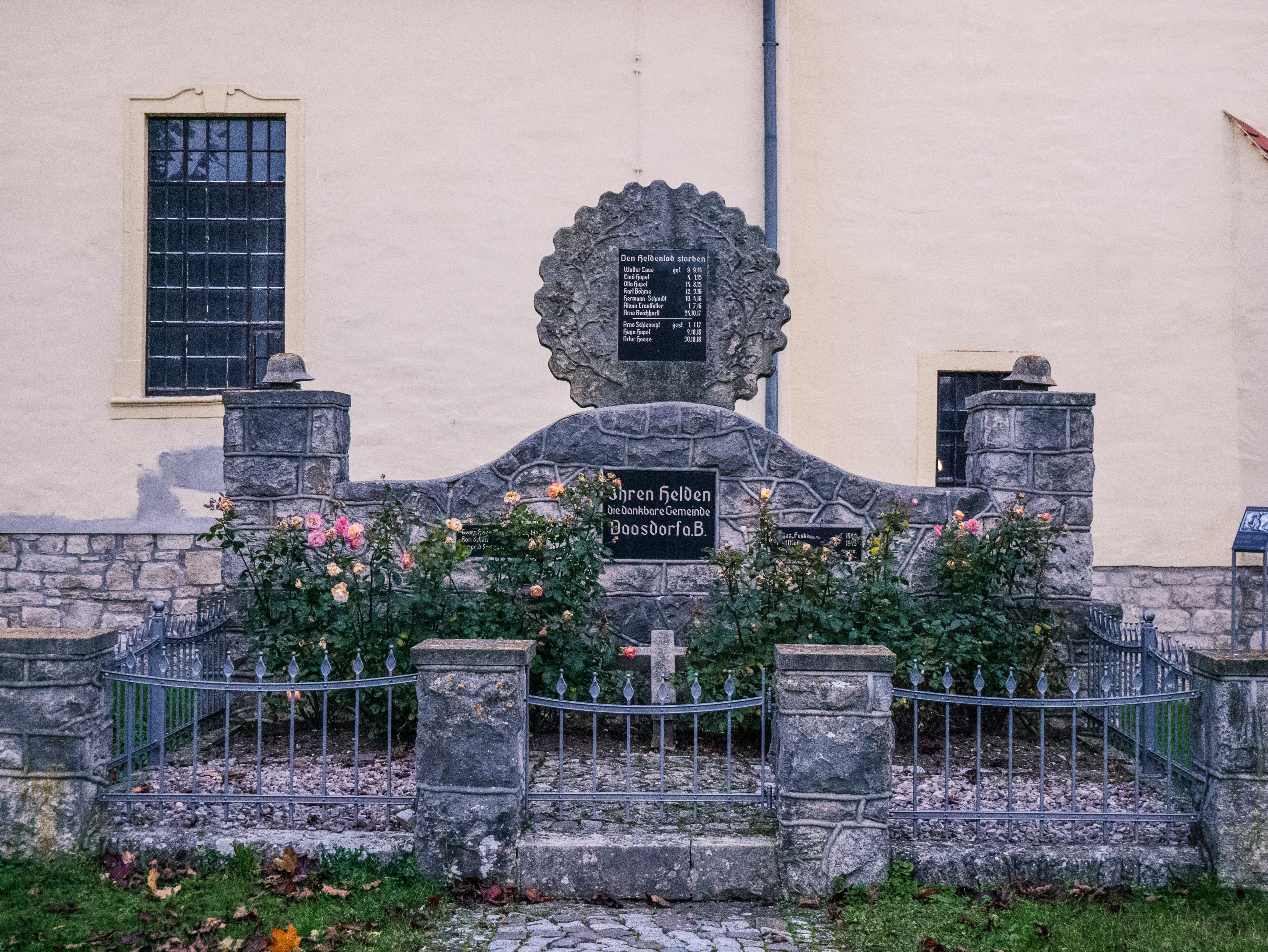
Gefallenendenkmal in Daasdorf am Berge

Das Gefallenendenkmal in Daasdorf am Berge, einem Ortsteil der Landgemeinde Grammetal im Westen des Landkreises Weimarer Land, war ursprünglich den im Ersten Weltkrieg gefallenen Einwohnern des Ortes gewidmet. Es befindet sich  hinter der Dorfkirche. Das Denkmal wurde unter Verwendung eines Waidmühlsteins gestaltet.
Auf dem Stein umrahmt ein Eichenlaubkranzrelief eine in der Mitte eingesetzte Steintafel, auf der unter der Überschrift „Den Heldentod starben“ die Namen der Männer aus dem Ort verzeichnet sind, die im Ersten Weltkrieg gefallen sind. Das Denkmal ist mit einer Einhegung versehen. Vor seinem Sockel aus Bruchstein befindet sich ein Steinkreuz. Auf dem Pfeilern am geschwungenen Sockelrand ist je ein Stahlhelm angebracht. Die Tafel auf dem Sockel trägt die Widmung:  
Ihren Helden
die dankbare Gemeinde
Daasdorf a. B.
Links und rechts dieser Widmung sind Tafeln mit den Namen der Gefallenen des Zweiten Weltkrieges angebracht.
Die Anlage steht unter Denkmalschutz.